# Battling Nelson
Battling Nelson (5. juni 1882 i København – 7. februar 1954 i Chicago) var en danskfødt bokser, der vandt det professionelle verdensmesterskab i boksning i letvægt. Battling Nelson blev født som Oscar Mattheus Nielsen i København, og udvandrede efterfølgende til USA. I USA påbegyndte han en professionel boksekarriere, og blev kendt som ”The Durable Dane”. 
Battling Nelson debuterede som professionel bokser som 14-årig den 3. september 1896 mod Wallace Kid med en sejr på knockout i 1. omgang. Battling Nelson fik 1$ for kampen. Professionel boksning var på daværende tidspunkt ikke reguleret på samme måde som i dag, og mange kampe blev således afviklet uden begrænsning af antallet af omgange, eller dog med et efter nutidens forhold meget betydeligt antal omgange. Battling Nelson opnåede sit tilnavn ”The Durable Dane” i kraft af sin evne til at holde sig på benene i disse maratonkampe. En del af Battling Nelsons ry blev grundlagt i kampen den 26. december 1902 mod Christy Williams, der slog Battling Nelson i gulvet 9 gange i løbet af kampen. Christy Williams var dog selv nede 42 gange, inden kampen blev afsluttet på knockout til Battling Nelson i 17. omgang. Det samlede antal knockdowns (51) er fortsat rekord i en boksekamp. Forinden havde Battling Nelson sat en anden rekord, der fortsat holder, da han den 5. april 1902 stoppede William Rossler efter 12 sekunder af første omgang inklusive tælling. Udover sit ry for at kunne tage imod endeløse serier af slag, var Battling Nelson også berygtet for sin selv for datiden ufine stil, der ikke altid kunne betegnes som "The Noble Art of Self Defense".

## Kampene om verdensmesterskabet i letvægt
Battling Nelson opnåede den 20. december 1904 en kamp om den ledige VM-titel i letvægt mod Jimmy Britt, men måtte se sig besejret på point efter 20 omgange. I returkampen den 9. september 1905 i Colma, Californien fik Battling Nelson imidlertid revanche, og vandt på knockout i 18. omgang. Han forsvarede titlen mod Terry McGovern med succes. Nelsons titel i perioden 1904-06 er dog diskutabelt, da også Joe Gans blev anset som verdensmester i klassen i denne periode. Gans havde dog sort hudfarve, og det var på daværende tidspunkt almindeligt anerkendt med et "sort" og "hvidt" mesterskab. 
Nelson mødte Joe Gans den 3. september 1906 i en kamp om det ubestridte verdensmesterskabet i letvægt. Kampen blev arrangeret af den dengang ukendte boksepromotor Tex Rickard, der arrangerede sit første store boksestævne. 
Joe Gans havde en imponerende rekordliste med 123 sejre i 144 kampe (15 uafgjorte), og havde tidligere opgivet titlen som verdensmester i letvægt for i stedet at vinde verdensmesterskabet i weltervægt. Battling Nelson fik 22.500$ for kampen (dobbelt så meget som den sorte Gans), hvilket var et betragteligt beløb i 1906. De 11.000 tilskuere i Goldfield, Nevada blev vidne til verdenshistoriens længste titelkamp, der fandt sin afslutning, da Battling Nelson blev diskvalificeret i 42. omgang efter et for dybt stød. Nogle kilder anfører, at Nelson satte det dybe stød ind med vilje efter opfordring fra sit ringhjørne for at få stoppet kampen, andre hævder, at Gans blot smed sig ned, og at Gans på sit dødsleje få år efter erkendte, at Nelsons stød havde været reglementeret. Uanset hvilken historie man vælger at tro på, var der tale om en kamp, hvor begge boksere var særdeles slidt da afgørelsen faldt. Ifølge avisreferater var Battling Nelsons ene øje lukket og ansigtet "slået ud af form". Gans havde brækket hånden og blødte fra mund og ører. 
Nelson fik en returkamp mod Gans den 4. juli 1908, og genvandt titlen på knockout i 17. omgang. Battling Nelson forsvarede titlen igen mod Gans (KO 21), mod Dick Hyland (KO 23) og mod Jack Clifford (KO 5). Den 22. februar 1910 satte Battling Nelson titlen på spil mod Ad Wolgast i en kamp fastsat til 45 omgange. Kampen mod Ad Wolgast betegnes fortsat som en af de mest brutale og beskidte nogensinde i professionel boksning. Kampen blev stoppet i 40. omgang, da kamplederen mod Nelsons protester vurderede, at Battling Nelson var ude af stand til at forsvare sig selv efter at være blevet ramt at en hård højre. Kamplederen, der var udpeget af Nelson selv, havde flere omgange forinden opfordret Nelson til at opgive, men uden held. 

## Karrierens efterår og afslutning
Battling Nelson boksede sin sidste rigtige kamp i 1920, men vendte i 1923 tilbage til ringen i to opvisningskampe á hver 3 omgange. Han boksede 135 kampe, hvoraf 60 blev noteret vundet (heraf 40 på knockout), 19 tabt og 21 uafgjort. 27 af kampene blev ikke officielt afgjort (listen rapporteres også som 61-19-19).
Battling Nelson regnes fortsat som en af de legendariske mestre, og blev i 1957 inkluderet i The Ring Hall of Fame og i 1992 i International Boxing Hall of Fame. Det amerikanske boksemagasin The Ring udnævnte i marts 1996 Battling Nelson som den bedste bokser fra Chicago gennem tiderne. 
Battling Nelson tjente godt 300.000$ gennem sin karriere, hvilket var en mindre formue efter datidens forhold. Han investerede i blandt andet fast ejendom, men tabte stort på børskrakket i 1929. Han blev fundet flakkende uklar rundt i gaderne i Chicago i 1954 og blev indlagt på hospital, hvor han kort efter døde.

## Eksterne links
- Battling Nelsons profesionelle rekordliste hos BoxRec (engelsk)
- Battling Nelsons profesionelle rekordliste hos International Boxing Hall of Fame (engelsk)
- Battling Nelsons profil hos Find a Grave (engelsk)
- Avisreportage fra Nelson vs Gans II Arkiveret 22. januar 2010 hos  Wayback Machine
- Avisreportage fra Nelson vs. Wolgast, New York Times
- Nelson vs. Gans på Youtube.com
- Biografi på Boxing Biographies